# Heinrich Kaak
Heinrich Kaak (* 18. Januar 1891 in Böken, heute ein Ortsteil von Aukrug; † 1975 in Itzehoe) war ein deutscher Tierarzt.

## Leben
Geboren als Sohn des in Innien lebenden Rentiers Johannes Kaak begann Heinrich Kaak zum Wintersemester 1911/12 das Studium an der Tierärztlichen Hochschule Hannover und wurde Mitglied des Corps Normannia Hannover. Am Ersten Weltkrieg nahm er ab 1915 als Feldhilfsveterinär teil. Er erhielt im März 1920 die tierärztliche Approbation und wurde praktischer Tierarzt in Innien. Seit 1921 war er praktischer Tierarzt in Schenefeld. Im Juli 1931 wurde er von der Tierärztlichen Hochschule Berlin zum Dr. med. vet. promoviert.
Kaak wurde im März 1954 zum Präsidenten der Tierärztekammer für Schleswig-Holstein gewählt. Für sein Engagement um die Tierärzteschaft in Schleswig-Holstein wurde er mit dem Verdienstkreuz am Bande ausgezeichnet. Zum Vorsitzenden der Schenefelder Turnerschaft von 1909 e.V. wurde er 1923 und nach der Wiederbegründung des Vereins nach dem Zweiten Weltkrieg 1946 gewählt.

## Auszeichnungen
- Eisernes Kreuz (1914/18)
- Verdienstorden der Bundesrepublik Deutschland, Verdienstkreuz am Bande (10. Dezember 1956)

## Schriften
- Beitrag zur Kenntnis der Roggenfütterung in der Schweinemast, 1931